# Hiponatremija
Hiponatrijemija je poremećaj elektrolita koji karakteriše snižena koncentracija natrijuma u krvi čoveka. Hiponatremija se definiše i kao stanje kada je nivo natrijuma u serumu manji od 135 mEq/l. Ona je najčešći elektrolitni disbalans kod bolnički lečenih bolesnika i udružen je sa različitim oboljenjima i hirurškim intervencijama.
Katjoni natrijuma su glavni katjoni u ekstracelularnom prostoru, te značajno utiču na osmolarnost plazme. Vrlo često je poremećaj koncentracije natrijuma ujedno i poremećaj osmolarnosti plazme.
Normalne vrednosti koncentracije natrijuma u krvi odraslih su između 137 i 146 mmol/L.

## Epidemiologija
Morbiditet i mortalitet
U zavisnosti od kriterijuma koji se koriste za definisanje hiponatremije, navode se različiti podaci u literaturi o njenoj učestalosti. Tako se u Američkoj populaciji incidenca ovog elektrolitnog disbalansa se kreće oko 1%. 
Naročito u akutnim i simptomatskim slučajevima, hiponatremija se može završiti smrtnim ishodom, sa stopom mortaliteta i do 17,9%. Nejasno je da li je ovako visoka stopa mortaliteta uzrokovana samom hiponatremijom ili nekom drugom prikrivenom bolešću ili je u pitanju sekvela agresivnog terapijskog protokola koji se primenjuje u terapiji hiponatremije.
Životna dob
Prevalencija hiponatremije raste u starijoj životnoj dobi. Kod 7% pacijenata starosne dobi preko 66 godina u odsustvu akutnog oboljenja ustanovljeno je da su nivoi serumskog natrijuma ispod 137 mEq/l ili niži. Najstariji i najosetljiviji stari pacijenti su skloni akutnim i hroničnim emijama.

## Uzroci
Pojava hiponatremije može biti povezana sa smanjenjem, povećanjem ili normalnom količinom ekstracelularne tečnosti, zavisno od poremećaja ili patološkog stanja koje je uzrok:
- hiponatremija može biti uzrokovana gubitkom soli putem bubrega (npr. upotrebom diuretika) ili drugim putevima (npr. prolivi, znojenje), uz manji gubitak vode.
- hiponatremija nastupa uz pojačano zadržavanje ili unos vode, uz normalnu količinu natrijuma.
- hiponatremiju uzrokuje i pojačano zadržavanje vode, uz manje povećanje količine natrijuma (npr. nefrotski sindrom, ciroza jetre, srčana insuficijencija)

### Faktori rizika
Faktori rizika koji mogu biti od značaja za razvoj hiponatremije su: 
- starija životna dob,
- upotreba diuretika,
- malignitet, bolesti pluća ili oboljenja CNS, u istoriji bolesti
- skorašnje hirurške procedure posebno ginekološke operacije (npr operacije prostate), i psihijatrijska oboljenja.

## Simptomi
Simptomi hiponatremije se najčešće javljaju zbog smanjenja osmolarnosti plazme, što uzrokuje ulaženje vode u ćelije, te dolazi do nastanka ćelijskog edema. Značajnije  promene osmolarnosti se manifestiraju u živčanim ćelijama mozga, pojavom mučnine, povraćanjem, glavoboljom, a pogoršanje može dovesti da konvulzija, pa i do kome.

## Dijagnoza
Anamneza
Fizikalni pregled
Fizikalni pregled ne treba usmeriti samo na neurološki pregled već ga treba proširiti i na procenu stepena hidriranosti kože i sluzokože pacijenta (tahikardija, ortostatska hipotenzija, suve mukozne membrane, smanjen turgor kože i uvučene oči su znaci dehidriranosti tj hipovolemije). Povraćanje, dijareja ili smanjen unos hrane su novi fizikalni znaci koji razlikuju hipovolemiju od euvolemije. Fizikalni znaci hipervolemije uključuju i edem, ascites, kao i distendirane vene vrata. 
Laboratorijski testovi
Inicijalno u laboratorijskim analizama treba obratiti pažnju i na druge elektrolite, bubrežnu funkciju, osmolarnost plazme i mokraće, kao i na koncentraciju natrijuma.

## Terapija
Dva primarna cilja u terapiji hiponatremije su 
- terapija pridruženih oboljenja
- ponovno uspostava optimalne osmolarnosti bez jatrogenih komplikacija.

Za hiperosmolarne i izoosmolarne pacijente, brza korekcija hiponatremije je nepotrebna. Umesto toga, terapiju treba usmeriti na korekciju pridruženih neregularnosti kao što su hiperglikemija ili hiperlipidemija.
Uspešnost terapija pre svega zavisi od stepena hidriranosti pacijenta, jer hipovolemični pacijenti imaju snižen nivo serumskog natrijuma koji je praćen gubitkom vode.

## Literatura
- Dineen, R.; Hannon, M. J.; Thompson, C. J.;  . (2016). „Hyponatremia and hypernatremia”.  Ур.: Jameson JL, De Groot LJ, de Kretser DM,. Endocrinology: Adult and Pediatric. (7th изд.). Philadelphia, PA: Elsevier Saunders..
- Little M. Metabolic emergencies. In: Cameron P, Jelinek G, Kelly A-M, Brown A, Little M, eds. Textbook of Adult Emergency Medicine. (4th изд.). Philadelphia, PA: Elsevier. 2015.. section 12.

## Spoljašnje veze
- „Sportska Medicina”. Архивирано из оригинала 04. 11. 2006. г. Приступљено 13. 06. 2011.
- Nivoi soli kod sportista

|  | Molimo Vas, obratite pažnju na važno upozorenje u vezi sa temama iz oblasti medicine (zdravlja). |